# Alonso de Ojeda
Alonso de Ojeda (Torrejoncillo del Rey, Cuenca, 1466-Santo Domingo, 1515) fue un navegante, gobernador y conquistador español. 
Participó en el segundo viaje de Colón y, posteriormente, dirigió dos expediciones marítimas (1499 y 1502) por las costas caribeñas que luego serían Colombia, Guyana, Trinidad, Tobago, Curazao, Aruba y Venezuela. Además, encabezó el primer intento de colonización de Nueva Andalucía y Urabá (1509). Conocido por el descubrimiento del lago de Maracaibo (1499) y la fundación del fuerte de San Sebastián de Urabá (1510).

## Sus comienzos

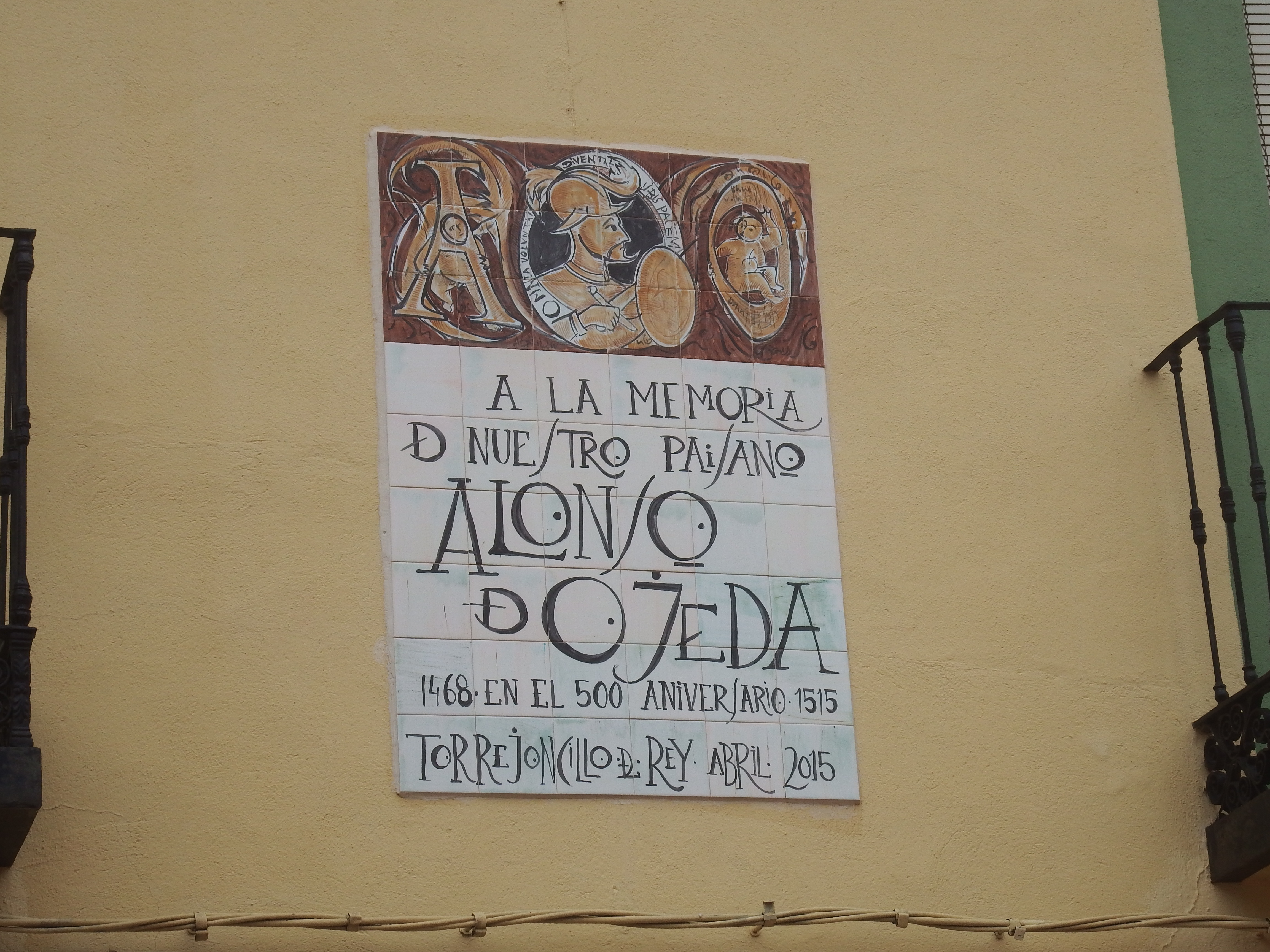
Placa conmemorativa en Torrejoncillo del Rey

Nació en Torrejoncillo del Rey (Cuenca) en 1466, en una familia hidalga de pocos recursos. En su juventud estuvo al servicio del duque de Medinaceli, Luis de la Cerda, como paje. Alonso de Ojeda era pariente cercano de un alto miembro del Tribunal de la Inquisición, de su mismo nombre, quien le presentó al  obispo de Badajoz, y mucho después de Burgos y presidente de la Junta de Indias, don Juan Rodríguez de Fonseca. 
El joven Ojeda se ganó en breve la buena voluntad del obispo, quien ofreció dispensarle su protección a la primera oportunidad. Alonso tenía veintiocho años en 1494, era pequeño de estatura, ágil hasta causar sorpresa, y en todos los ejercicios de las armas, maestro consumado; tenía el genio pronto y la vista perspicaz; era valiente hasta la temeridad, vengativo hasta la crueldad, tierno de corazón con los débiles, y cortés con las damas; pendenciero y duelista, pero hondamente creyente y por extremo observante de sus deberes religiosos.
El obispo supo distinguir en aquel joven un alma bien templada y un corazón generoso, pero también notó que su carácter tenía un fondo de ambición que podía servirle en los planes que por entonces maduraba para anular el poder de Cristóbal Colón.

## Llegada a La Española
En septiembre de 1493, gracias a Rodríguez de Fonseca, se embarcó con Cristóbal Colón en su segundo viaje a América, llegando a la isla de La Española. En enero de 1494, Colón le encargó que buscara algunos tripulantes extraviados en el territorio de la isla. Pudo adentrarse con sólo quince hombres en la región del Cibao, donde dominaba el aguerrido cacique Caribe llamado Caonabo. Era Cibao, zona rica en minas de oro y Ojeda regresó a La Isabela para informar al Almirante, aquejado allí de unas fiebres.
Colón partió para aquellas tierras en marzo de 1494 e hizo fundar la fortaleza de Santo Tomás, de la que nombró alcaide a Ojeda.
Caonabo y sus guerreros atacaron el fuerte en cuanto tuvieron oportunidad y Ojeda los venció. La leyenda dice que logró apresar personalmente a Caonabó usando unos grilletes de oro y engañando al cacique haciéndole creer que eran prendas reales.
También participó Alonso de Ojeda en la batalla de la Vega Real o batalla de Jáquimo, apodando a Ojeda como «El Centauro de Jaquimo», en la que, bajo su mando, los españoles vencieron a los indígenas. Esta batalla habría enfrentado a un número de indígenas cifrado en diez mil por fray Bartolomé de las Casas frente a tan solo alrededor de cuatrocientos españoles, si bien es muy posible que estas cifras hayan sido exageradas. Posteriormente, en 1496, regresó a España.

## Primer viaje a Venezuela

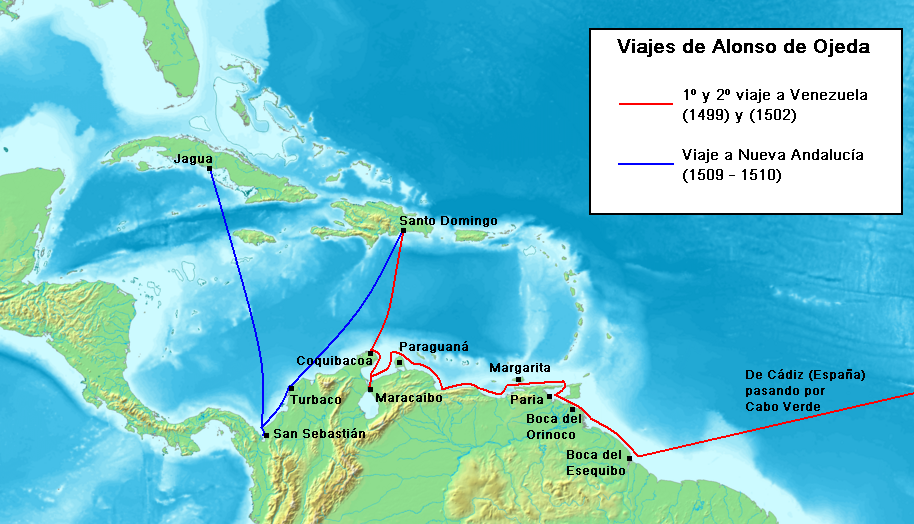
Viajes realizados por Alonso de Ojeda.

De regreso a España, capituló con los Reyes Católicos sin permiso de Colón. El viaje fue motivado por el deseo de los Reyes Católicos de comprobar la veracidad de los informes de Colón sobre las grandes riquezas del "nuevo mundo", debido a la desconfianza que Colón y sus partidarios habían inspirado entre los monarcas. La expedición zarpó el 18 de mayo de 1499, en asociación con el piloto y cartógrafo Juan de la Cosa y el navegante florentino Américo Vespucio. Cabe destacar que este fue el primero de la serie de "viajes menores" o "viajes andaluces" que se realizarían hacia el Nuevo Mundo.
Recorriendo el litoral occidental de África hasta Cabo Verde, tomaron el mismo rumbo que realizó Colón un año antes en el tercer viaje, pero en dirección suroeste. Sin embargo, Vespucio decidió separarse de la flota y seguir su propio rumbo más al sur, hacia Brasil. La flota de Ojeda llegó a las bocas de los ríos Esequibo y Orinoco, así como al golfo de Paria, incluyendo las penínsulas de Paria y Araya, y a las islas de Trinidad y Margarita; continuando a lo largo de la tierra firme, en busca siempre de un pasaje hacia la India. Posteriormente recorrió la península de Paraguaná y después avistó la isla Curazao, a la cual llamó isla de los Gigantes porque creyó haber observado allí a indígenas de gran estatura; luego visitó la isla Aruba y también el archipiélago de Los Frailes.
También recorrió una parte de la península de Paraguaná y se adentró en un golfo al que llamó Venezuela o Pequeña Venecia, pues había poblaciones en el fondo del golfo cuyas casas estaban construidas con troncos sobre el agua que se asemejaban a la ciudad de Venecia. Asimismo, logró ver la entrada del lago de Maracaibo, a la cual llamó San Bartolomé por haberla descubierto el día 24 de agosto de 1499, día de San Bartolomé, apóstol. También llegó a alcanzar el cabo de la Vela, en la actual península de la Guajira, a la que llamó Coquibacoa.
Pocos días después, la expedición partió del cabo de la Vela a La Española con algunas perlas obtenidas en Paria, algo de oro y varios esclavos. La escasez de bienes y esclavos transportados era un rendimiento económico escaso, pero la importancia de este viaje radica en que fue el primer recorrido detallado y total hecho por los españoles de las costas de Venezuela, debido al cual Ojeda goza del crédito de haber reconocido por vez primera toda la costa venezolana. La expedición dio también a Juan de la Cosa la oportunidad de trazar el primer mapa conocido de la actual Venezuela, además de ser el primer viaje que hizo Vespucio al Nuevo Mundo.
Sin embargo, cuando llegó la expedición a La Española el 5 de septiembre, fue mal recibida por seguidores de Colón quienes estaban enojados porque Ojeda no tenía derecho de explorar tierras descubiertas por aquel sin su autorización. Esto produjo reyertas y peleas entre ambos grupos, dejando algunos muertos y heridos; así tuvo que regresar a Cádiz con pocas riquezas, pero con muchos indígenas. La fecha de regreso es discutida: tradicionalmente se afirmaba que volvieron en junio de 1500 pero el historiador Demetrio Ramos ha señalado una fecha un poco más temprana, hacia noviembre de 1499.

## Segundo viaje a Venezuela
Ojeda decidió hacer una nueva exploración y capituló nuevamente con los reyes de España el 8 de junio de 1501. Se le nombró gobernador de Coquibacoa por los resultados obtenidos en el primer viaje, y se le otorgó el derecho de fundar una colonia en ese territorio, aunque se le advirtió de que no visitara Paria. En esta ocasión se asoció con los mercaderes sevillanos Juan de Vergara y García de Campos, los cuales pudieron fletar cuatro carabelas.
En enero de 1502, zarpó de España e hizo el mismo recorrido que en su primer viaje. En esta ocasión pasó de largo el golfo de Paria y llegó a la isla de Margarita (donde según algunas fuentes, intentó obtener oro y perlas de los indígenas por varios métodos). Luego recorrió las costas venezolanas desde Curiana hasta la península de Paraguaná e intentó fundar el 3 de mayo de 1502 una colonia en la península de la Guajira, exactamente en bahía Honda, a la que llamó Santa Cruz y que se convirtió en el primer poblado español en territorio colombiano y, por ende, el primero en tierra firme.
Sin embargo, dicha colonia no prosperó luego de tres meses de fundada, debido a que Ojeda y sus hombres comenzaron a atacar las poblaciones indígenas de los alrededores, causando una constante guerra con éstos que se sumó a los problemas personales del mismo Ojeda con sus hombres. Así, fue en aquel momento cuando sus socios Vergara y Campos hicieron apresar a Ojeda para hacerse con el poco botín recaudado y abandonaron el poblado junto con los colonos, encarcelándolo en La Española en mayo de 1502. Ojeda estuvo preso hasta 1504, cuando fue liberado por el obispo Rodríguez de Fonseca, mediante una apelación; sin embargo tuvo que pagar una indemnización costosa que lo dejó bastante empobrecido.
El resultado de este segundo viaje fue un fracaso ya que no se habían descubierto tierras nuevas y no se obtuvo un gran botín de parte de los exploradores, amasado en su mayoría por Vergara y Campos, sumado a que la colonia de Santa Cruz quedó abandonada y la gobernación de Coquibacoa fue abolida.

## Viaje a Nueva Andalucía
Una vez conseguida la libertad, permaneció en La Española durante cuatro años sin mucho que hacer, hasta que en 1508 se enteró de que el rey Fernando el Católico había llamado a concurso la gobernación y colonización de Tierra Firme, y que abarcaba las tierras entre el cabo Gracias a Dios (entre Honduras y Nicaragua) y el cabo de la Vela (en Colombia). Juan de la Cosa fue a España y se presentó en representación de Ojeda, aunque también en dicho evento apareció Diego de Nicuesa, que rivalizaba con Ojeda por las tierras a colonizar. Como ambos candidatos poseían buena reputación y tenían simpatías en la Corte, la Corona prefirió dividir la región en dos gobernaciones: Veragua al oeste y Nueva Andalucía al este, con límites en el golfo de Urabá; así Ojeda recibía la gobernación de Nueva Andalucía y Nicuesa recibía Veragua. Esta capitulación fue firmada el 6 de junio de 1508.
A Santo Domingo partieron los nuevos gobernadores para formar las flotas expedicionarias. Sin embargo, existía una disparidad entre la flota de ambos, destacando que Nicuesa poseía grandes riquezas y más crédito de parte de las autoridades coloniales, y que pudo atraer a más de 800 hombres, muchos caballos, cinco carabelas y dos bergantines; en cambio, Ojeda sólo reunió algo más de 300 hombres, dos bergantines y dos barcos pequeños. Debido a las disputas acerca de qué lugar exacto en el golfo de Urabá sería el límite de ambas gobernaciones, el asistente de Ojeda, Juan de la Cosa, señaló que el límite exacto sería el río Atrato, que desembocaba en dicho golfo.
El 10 de noviembre de 1509 logró partir de Santo Domingo poco después de nombrar alcalde Mayor al bachiller Martín Fernández de Enciso, un acaudalado abogado que tenía órdenes de fletar una embarcación con más provisiones para ayudar a Ojeda cuando fundara una colonia en Nueva Andalucía. El nuevo gobernante, procurando evitarse problemas con los indígenas de su región, pidió que se redactara una extensa y curiosa proclamación en la que invitaba a los indígenas a someterse al Imperio español, que de lo contrario iban a ser sometidos a la fuerza; dicha proclamación fue hecha por el escritor Juan López de Palacios Rubios y contó con la aprobación de las autoridades españolas.
Ojeda llegó a la bahía de Calamar, en la actual Cartagena (Colombia), ignorando los consejos de su subalterno De la Cosa de no establecerse en la zona. Después de desembarcar se encontró con varios indígenas y envió a unos misioneros a que recitaran la extensa proclama en voz alta junto con intérpretes que hablaban la lengua indígena. Sin embargo, los indígenas estaban bastante molestos por dicha proclama, así que Ojeda mostró baratijas a los indígenas, y esto provocó que se enojaran y comenzaran a luchar contra los españoles. Combatió y venció a los indígenas de la costa; aprovechando esta ventaja decidió perseguir a algunos indígenas que se habían adentrado en la selva y llegó a la aldea de Turbaco: ahí sufrió la ira de los indígenas que tomaron desprevenidos a los españoles. En esta contraofensiva murió Juan de la Cosa, que sacrificó su vida para que Ojeda escapara, y murieron también casi todos los que le acompañaban. Ojeda tuvo que huir para salvarse con un solo hombre apenas y llegar ileso a la orilla del mar, en donde pudo ser rescatado por la flotilla estacionada en la bahía.
Poco después llegó la flota de Nicuesa, quien, preocupado por la pérdida que había tenido Ojeda, le cedió armas y hombres, y luego lo acompañó, olvidándose de las diferencias entre ambos gobernadores, para vengarse contra los indígenas de Turbaco, los cuales fueron masacrados en su totalidad.

## Gobernador de Nueva Andalucía y Urabá
De vuelta en la bahía de Calamar, Nicuesa se separó de Ojeda en dirección mar adentro hacia el oeste rumbo a Veragua, mientras que Ojeda seguía recorriendo las costas de Nueva Andalucía hacia el suroeste, y llegaba al golfo de Urabá, donde fundó el asentamiento, en realidad un fuerte, de San Sebastián de Urabá el 20 de enero de 1510. Sin embargo, la expedición fue problemática: no habían pasado muchos días cuando dentro del fuerte crecía la escasez de alimentos, y se incrementaba el clima insalubre que afectaba a los colonos, además de la amenaza persistente de los indios urabaes, quienes atacaban a los españoles con flechas envenenadas, de las cuales el mismo gobernador quedó herido en una pierna.
Habían pasado ocho meses y medio desde que partió de Santo Domingo y haber fundado San Sebastián, y la prometida ayuda del bachiller Fernández de Enciso aún no llegaba. Entonces encargó a Francisco Pizarro, un joven soldado en ese entonces, que protegiera el sitio y se mantuviera con los habitantes durante cincuenta días hasta que Ojeda regresara, pidiéndoles que de lo contrario volvieran a Santo Domingo. Pero Ojeda jamás regresó a San Sebastián y, pasados los cincuenta días, Pizarro decidió regresar en los dos bergantines junto con 70 colonos. Poco después Fernández de Enciso, junto con Vasco Núñez de Balboa, socorrió a los pocos supervivientes del lugar; posteriormente, el fuerte fue incendiado por los indígenas de la región.
Tras este fracaso, Alonso de Ojeda regresa a Santo Domingo en el bergantín de un pirata español llamado Bernardino de Talavera, que había huido de La Española y pasaba por el lugar.

## Naufragio en Cuba
Tratando de buscar ayuda, Ojeda se embarcó rumbo a Santo Domingo en el bergantín de Talavera con 70 hombres que lo acompañaban, pero el pirata apresó a Ojeda y no lo quiso liberar, esperando un rescate. Sin embargo, un violento huracán azotó la embarcación y Talavera tuvo que pedir ayuda a Ojeda, también marino. La tormenta arrastró la nave y ésta naufragó en Jagua, Sancti Spíritus, al sur de Cuba. Así, Ojeda y Talavera con sus hombres, decidieron recorrer la costa sur de la isla a pie, hasta punta Maisí, desde donde luego se trasladarían hasta La Española.
Sin embargo, tuvieron dificultades y la mitad de los hombres murieron por el hambre, las enfermedades y las penurias que tuvieron que vivir en el camino. Ojeda cargaba con una imagen de la Virgen María que llevaba consigo desde la primera vez que se embarcó a América en 1493 e hizo una promesa a ésta de que le dedicaría un templo, que haría levantar en el primer poblado indígena que encontrara en su camino y que los recibiera con buenas intenciones.
Poco después, con una docena de hombres y el pirata Talavera, llegaron a la comarca de Cueybá, donde el cacique Cacicaná trató amablemente y cuidó a Ojeda y a los demás hombres, que a los pocos días se habían recuperado. Ojeda cumplió su promesa y levantó una pequeña ermita de la Virgen en el poblado, ermita que sería venerada por los aborígenes de la comarca. Allí fue socorrido por Pánfilo de Narváez y fue a Jamaica, isla en la que Talavera fue apresado por piratería. Después llegó a La Española, donde muy exhausto se enteró de que la ayuda de Fernández de Enciso había llegado a San Sebastián.

## Ocaso y muerte

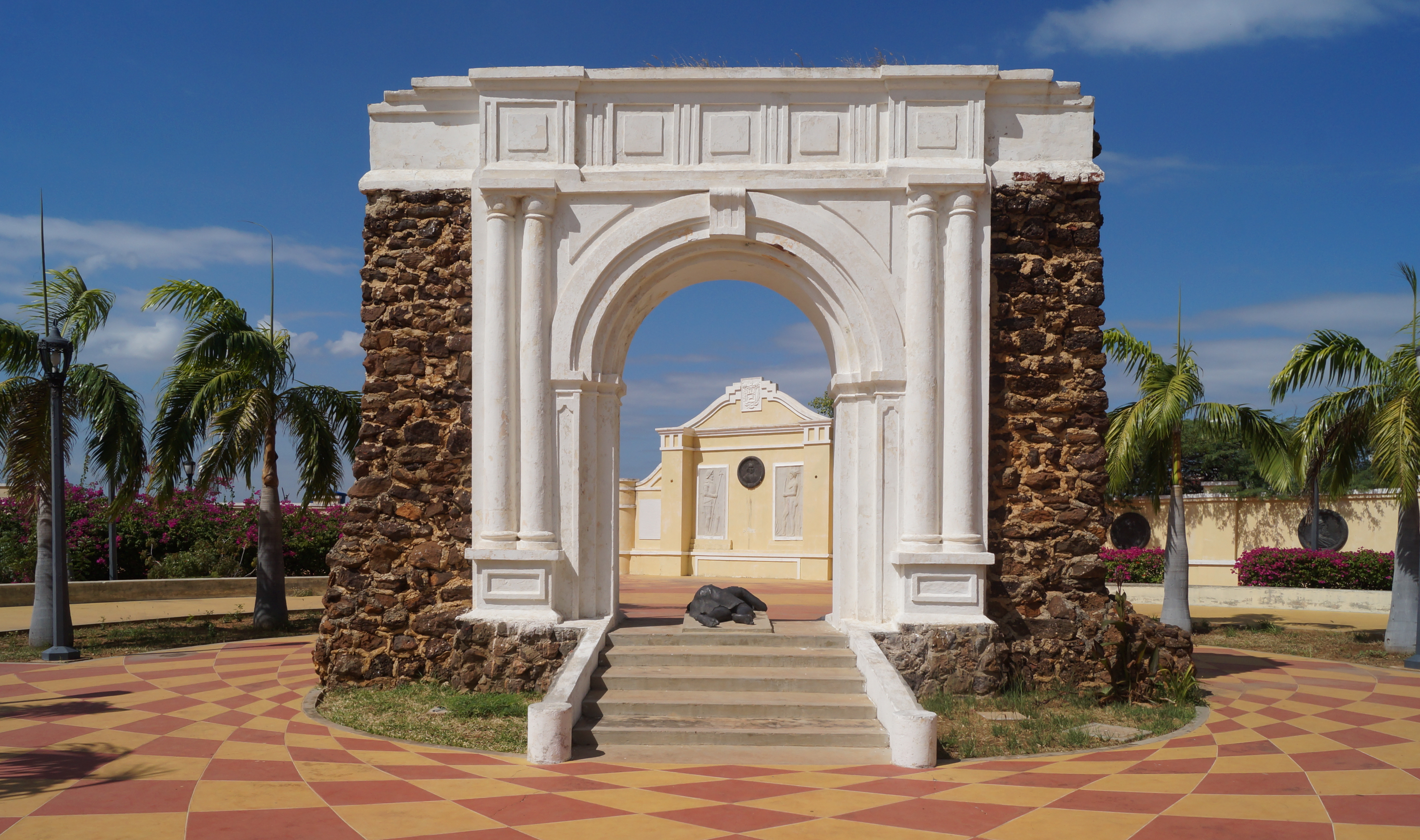
plaza Alonso Ojeda en Maracaibo

Ojeda se casó en 1499 con la princesa indígena Guaricha, hija del cacique Guaraba de Coquivacoa. La nativa fue bautizada con el nombre de Isabel y le dio tres hijos.
Tras el fracaso del viaje a Nueva Andalucía, Ojeda no volvió a dirigir ninguna otra expedición y renunció a su cargo de gobernador. Pasó los últimos cinco años de su vida con Isabel y sus hijos en Santo Domingo, donde vivió en retiro y casi en pobreza, tratando de enviar a sus vástagos a hacer carrera en la corte. López de Gómara cuenta equivocadamente que se hizo monje en el Monasterio de San Francisco, aunque en realidad sólo adquirió el rango de terciario, dándole derecho a ser enterrado con el hábito de la orden, de la que era devoto.
Murió entre 1515 y 1516, y su última voluntad fue que lo sepultaran bajo la puerta mayor del monasterio, para que su tumba fuese pisada por todos los que llegaban a entrar a la iglesia, como pena por los errores que cometió en su vida. Y así se hizo. Su esposa Isabel fue hallada muerta sobre la tumba de Ojeda pocos días después de la muerte de éste y fue enterrada junto con su marido. En 1892, cuando, debido al deterioro sufrido por el monasterio a través de los siglos, es exhumado el cadáver y trasladado al antiguo convento de los dominicos, convertido en Panteón Nacional.
En 1942 el Monasterio de San Francisco se restaura y se declara monumento histórico nacional. Por esto las autoridades dominicanas entienden que deben trasladar sus restos de nuevo al sitio que había escogido para su sepultura, lo cual se hizo con honores de Estado.
Los restos de Ojeda y Guaricha desaparecieron de la tumba del monasterio en 1963. Al parecer los restos fueron sacados de República Dominicana en 1983, llevados a Ciudad Ojeda (Venezuela) por el sacerdote español Fernando Campo del Pozo y entregados al Concejo municipal de la ciudad venezolana. Allí permanecieron en el olvido depositados en una urna hasta que en 2014 un grupo de historiadores locales consiguió dar con su paradero.

## Alonso de Ojeda en la cultura popular
Escritores como Vicente Blasco Ibáñez, en su novela El caballero de la Virgen (1929), o Alberto Vázquez-Figueroa, en su obra Centauros (2007), han relatado la vida y obra del conquistador.
Ciudad Ojeda, fundada en 1936 por decreto del presidente de Venezuela Eleazar López Contreras, recibe su nombre como homenaje al hombre que descubrió el lago de Maracaibo y puso nombre a Venezuela, lugar en el que actualmente se encuentran sus restos.
La plaza Alonso de Ojeda de Maracaibo (Venezuela)  está conformada en tres niveles con trazados circulares. En su parte central hay un arco conmemorativo con una altura aproximada de 5 m. Es una réplica del arco de entrada de lo que fuera la Iglesia de San Francisco, en Santo Domingo, en cuyo umbral se hizo enterrar, a su muerte en 1515. Hay, igualmente una estatua de mujer yacente, muerta, debajo del arco: ese mármol representa a la india Isabel, esposa de Ojeda que murió sobre la tumba de su marido, en 1516.